# سوزجو
سوزجو (بالتركية: Sözcü)‏ هي صحيفة يومية شعبية تركية. وقد صدرت سوزجو لأول مرة في 27 يونيو 2007 وتـُوَزَّع في جميع أرجاء تركيا. وفي يونيو 2018، فقد كانت واحدة من أعلى الصحف مبيعاً في تركيا، بمبيعات تناهز 300،000 نسخة مباعة يومياً.